# Dave Wilson
Dave Wilson (Long Beach, 5 de octubre de 1960) es un nadador estadounidense retirado especializado en pruebas de estilo espalda, donde consiguió ser subcampeón olímpico en 1984 en los 100 metros.

## Carrera deportiva
En los Juegos Olímpicos de Los Ángeles 1984 ganó la medalla de plata en los 100 metros estilo espalda, con un tiempo de 56.35 segundos, tras el estadounidense Richard Carey (oro con 55.79 segundos) y por delante del canadiense Mike West; asimismo ganó el oro en los 4x100 metros estilos, por delante de Canadá y Australia.